# Лангхофф, Вальтер
Вальтер Лангхофф (нем. Walter Langhoff; 14 декабря 1883, Берлин — 7 марта 1944) — член НСДАП (N/s-№ 348072) и член СС (СС-№ 257608).

## Биография
Окончил гимназию в Берлине, затем изучал химию и экономику в университете Берлина.
В 1913 году основал своё химпромпредприятие.
Участник первой мировой войны, офицер ландверкавалерии. В 1917 году фахофицер при инспекторе авиачастей. Награждён: ЕК2 и другими земельные ордена, знаком за ранение. Демобилизовался в звании лейтенанта.
С 1919 года снова самостоятельный предприниматель в химотрасли и косметике.
В 1922—1926 годах руководитель в угольной и химиндустрии. В 1927 году директор в Имперском кружке сохранения стоимости товаров через окрашивание.
В 1924 году кандидат от DVFP. Как член «Саксо-Боруссии» (в Берлине) в 1933 году назначен фюрером Всеобщего германского военного кольца (ADW). С 26 марта 1934 года глава военного отдела в Имперском содружестве студентов высших школ.
С 26 марта 1935 года хауптштурмфюрер СС, 20 апреля 1937 года штурмбаннфюрер СС при Штабе РФ-СС, 20 апреля 1939 года оберштурмбаннфюрер СС, 14 декабря 1943 года почетный штандартенфюрер СС.